# Dziewczyny z drużyny 4
Dziewczyny z drużyny 4 (ang. Bring It On: In It to Win It) – amerykański film komediowy z 2007 roku. Trzeci sequel filmu Dziewczyny z drużyny (2000).

## Obsada
- Ashley Benson jako Carson
- Michael Copon jako Penn
- Cassie Scerbo jako Brooke
- Anniese Taylor Dendy jako Aeysha
- Jennifer Tisdale jako Chelsea
- Noel Areizaga jako Ruben
- Kierstin Koppel jako Sarah
- Lisa Glaze jako Pepper Driscoll
- Adam Vernier jako Vance Voorhees
- Tanisha Harris jako Chicago

i inni